# SN 2007ab
SN 2007ab – supernowa typu II odkryta 19 lutego 2007 roku w galaktyce M-01-43-02. W momencie odkrycia miała maksymalną jasność 17,80m.